# Бесщупальцевые
Бесщупальцевые гребневики (лат. Nuda) — класс гребневиков (Ctenophora), включающий единственное семейство — Beroidae. Планктонные гребневики, лишённые щупалец. Движение осуществляется по горизонтали, при помощи гребных пластинок. Активные хищники. В отличие от представителей других отрядов, питающихся планктонными организмами, поедают гребневиков других видов (например, болинопсисы) и медуз. Добыча заглатывается целиком, путём сильного растяжения глотки. В свою очередь, служат пищей для рыб (например, таких как пикша и треска), крупных сцифоидных медуз. Типичный представитель отряда — гребневик Beroe cucumis.

## Классификация
На март 2020 года к классу относят следующие таксоны до рода включительно:
- Отряд Beroida Eschscholtz, 1829
  - Семейство Beroidae Eschscholtz, 1825
    - Род Beroe Browne, 1756 (25 видов)
    - Род Neis Lesson, 1843 (1 вид)